# Associazione Calcistica Perugia Calcio 2017-2018
Questa voce raccoglie le informazioni riguardanti l'Associazione Calcistica Perugia Calcio nelle competizioni ufficiali della stagione 2017-2018.

## Stagione
Nella stagione 2017-2018 il Perugia disputa il campionato di Serie B, raccoglie 60 punti che sono valsi il sesto posto finale, con il conseguimento della partecipazione ai Play-off. Inizia la stagione allenata da Federico Giunti poi 12 giornate passa nelle mani del tecnico Roberto Breda. Il girone di andata si è chiusa con il Perugia a 24 punti, appena sopra la zona Play-out. Nel girone di ritorno raccoglie ben 36 punti, riuscendo anche a centrare i l'obiettivo Play-off. Ma viene subito eliminato dalla corsa al terzo posto dal Venezia, che il 3 giugno 2018 nel preliminare si impone (3-0). Comunque entusiasmante la ricorsa dei ragazzi di Breda nel girone di ritorno. Due i protagonisti della stagione perugina in fatto di goal, Samuel Di Carmine che ha firmato 22 reti e Alberto Cerri con 15 centri. Nella Coppa Italia Tim Cup il Perugia nel secondo turno ha superato nel derby regionale il Gubbio (2-1), mentre terzo turno ha superato agevolmente (0-4) il Benevento, poi nel quarto turno è incappato in un incredibile (8-3) subito al Friuli da parte dell'Udinese.

## Divise e sponsor
Il fornitore ufficiale di materiale tecnico per la stagione 2017-2018 è FG Sport, mentre gli sponsor ufficiali sono il main sponsor Officine Piccini, il co-sponsor iFORTinfissi e il back sponsor Tedesco Group Piselli.
| Casa | Trasferta | 3ª divisa |

## Rosa
Rosa e numerazione sono aggiornate al 18 agosto 2017.
| N. |                           | Ruolo | Calciatore            |
| -- | ------------------------- | ----- | --------------------- |
| 1  | Italia (bandiera)         | P     | Antonio Rosati        |
| 2  | Italia (bandiera)         | D     | Damiano Zanon         |
| 3  | Italia (bandiera)         | P     | Nicola Leali          |
| 4  | Croazia (bandiera)        | C     | Marko Pajač           |
| 5  | Italia (bandiera)         | D     | Nicolò Casale         |
| 5  | Uruguay (bandiera)        | D     | Alejandro González    |
| 6  | Italia (bandiera)         | D     | Salvatore Monaco      |
| 6  | Italia (bandiera)         | D     | Giangiacomo Magnani   |
| 7  | Corea del Nord (bandiera) | C     | Choe Song-Hyok        |
| 8  | Italia (bandiera)         | C     | Simone Emmanuello     |
| 8  | Svezia (bandiera)         | C     | Samuel Gustafson      |
| 9  | Italia (bandiera)         | A     | Mattia Mustacchio     |
| 10 | Italia (bandiera)         | A     | Samuel Di Carmine     |
| 11 | Italia (bandiera)         | A     | Cristian Buonaiuto    |
| 12 | Italia (bandiera)         | P     | Alessandro Santopadre |
| 13 | Italia (bandiera)         | D     | Alberto Dossena       |
| 14 | Italia (bandiera)         | D     | Massimo Volta         |
| 15 | Argentina (bandiera)      | C     | Santiago Colombatto   |

| N. |                           | Ruolo | Calciatore                   |
| -- | ------------------------- | ----- | ---------------------------- |
| 16 | Corea del Nord (bandiera) | A     | Han Kwang-Song               |
| 17 | Italia (bandiera)         | D     | Nicola Belmonte              |
| 18 | Italia (bandiera)         | D     | Lorenzo Del Prete (capitano) |
| 19 | Italia (bandiera)         | C     | Giuseppe Rizzo               |
| 20 | Italia (bandiera)         | A     | Filippo Falco                |
| 20 | Nigeria (bandiera)        | D     | Abdullahi Nura               |
| 21 | Liechtenstein (bandiera)  | A     | Yanik Frick                  |
| 21 | Italia (bandiera)         | A     | Alessandro Diamanti          |
| 22 | Italia (bandiera)         | P     | Timothy Nocchi               |
| 23 | Italia (bandiera)         | C     | Raffaele Bianco              |
| 24 | Italia (bandiera)         | D     | Paolo Hernán Dellafiore      |
| 25 | Italia (bandiera)         | C     | Filippo Bandinelli           |
| 26 | Italia (bandiera)         | A     | Giovanni Terrani             |
| 27 | Italia (bandiera)         | A     | Alberto Cerri                |
| 29 | Italia (bandiera)         | D     | Luca Germoni                 |
| 33 | Italia (bandiera)         | C     | Matteo Brighi                |
| 34 | Italia (bandiera)         | D     | Luca Coccolo                 |
| 35 | Romania (bandiera)        | D     | Dan-Mihai Berci              |

## Calciomercato

### Sessione estiva, dal 01/07 al 31/08
| Acquisti | Acquisti            | Acquisti    | Acquisti      |
| R.       | Nome                | da          | Modalità      |
| -------- | ------------------- | ----------- | ------------- |
| D        | Damiano Zanon       | Ternana     | definitivo    |
| C        | Santiago Colombatto | Cagliari    | prestito      |
| C        | Joss Didiba         | Matera      | fine prestito |
| C        | Simone Emmanuello   | Atalanta    | prestito      |
| C        | Marko Pajač         | Cagliari    | prestito      |
| C        | Giuseppe Rizzo      | Vicenza     | fine prestito |
| A        | Cristian Buonaiuto  | Latina      | fine prestito |
| A        | Alberto Cerri       | Juventus    | prestito      |
| A        | Han Kwang-Song      | Cagliari    | prestito      |
| A        | Filippo Falco       | Bologna     | prestito      |
| P        | Timothy Nocchi      | Juventus    | prestito      |
| D        | Luca Coccolo        | Juventus    | prestito      |
| D        | Dan-Mihai Berci     | Juve Stabia | definitivo    |

| Cessioni | Cessioni           | Cessioni     | Cessioni      |
| R.       | Nome               | a            | Modalità      |
| -------- | ------------------ | ------------ | ------------- |
| P        | Alberto Brignoli   | Juventus     | fine prestito |
| D        | Gianluca Di Chiara | Benevento    | definitivo    |
| D        | Gianluca Mancini   | Atalanta     | fine prestito |
| C        | Gennaro Acampora   | Spezia       | fine prestito |
| C        | Jacopo Dezi        | Napoli       | fine prestito |
| C        | Nicolò Fazzi       | Atalanta     | fine prestito |
| C        | Eddy Gnahorè       | Napoli       | fine prestito |
| C        | Matteo Ricci       | Roma         | fine prestito |
| A        | Francesco Forte    | Inter        | fine prestito |
| A        | Francesco Nicastro | Pescara      | fine prestito |
| P        | Entonjo Elezaj     | Racing Fondi | prestito      |
| C        | Stefano Guberti    | Robur Siena  | definitivo    |
| D        | Masahudu Alhassan  | rescissione  |               |

## Risultati

### Serie B

#### Girone di andata
| Arbitro: | Pillitteri (Palermo) |

|                    |           |                                                  |
| Troiano 19’ (rig.) | Marcatori | 9’, 40’, 85’ Han 13’ (rig.) Cerri 43’ Colombatto |

| Arbitro: | Aureliano (Bologna) |

|                                        |           |                        |
| Di Carmine 22’, 67’ Han 39’ Monaco 59’ | Marcatori | 52’ Brugman 61’ Benali |

| Arbitro: | Serra (Torino) |

|           |           |           |
| Salvi 71’ | Marcatori | 30’ Cerri |

| Arbitro: | Ghersini (Genova) |

|                            |           |  |
| Han 17’ Buonaiuto 50’, 66’ | Marcatori |  |

| Arbitro: | Ros (Pordenone) |

|                        |           |  |
| Nestorovski 81’ (rig.) | Marcatori |  |

| Arbitro: | Abbattista (Molfetta) |

|                |           |  |
| Di Carmine 23’ | Marcatori |  |

| Arbitro: | Marinelli (Tivoli) |

|                                |           |         |
| And. Caracciolo 66’ Bisoli 80’ | Marcatori | 49’ Han |

| Arbitro: | Saia (Palermo) |

|              |           |                                                      |
| Belmonte 69’ | Marcatori | 5’ Legati 72’, 76’ Castiglia 90+1’ Vives 90+4’ Morra |

| Arbitro: | Di Paolo (Avezzano) |

|                      |           |                         |
| Gerbo 13’ Mazzeo 28’ | Marcatori | 45+1’ (rig.) Di Carmine |

| Arbitro: | Pezzuto (Lecce) |

|                                            |           |                            |
| Masi 2’ Mastinu 19’ Forte 77’ Granoche 83’ | Marcatori | 44’ Volta 90+4’ Mustacchio |

| Arbitro: | Fourneau (Roma) |

|  |           |                            |
|  | Marcatori | 32’ Jallow 48’, 56’ Laribi |

| Arbitro: | Di Martino (Teramo) |

|                                           |           |                                 |
| Zanon 30’ (aut.) Paulinho 72’, 86’ (rig.) | Marcatori | 22’ Dossena 48’, 80’ Di Carmine |

| Arbitro: | La Penna (Roma) |

|                  |           |               |
| Cerri 75’ (rig.) | Marcatori | 42’ Ardemagni |

| Arbitro: | Pinzani (Empoli) |

|             |           |  |
| Garofalo 6’ | Marcatori |  |

| Arbitro: | Sacchi (Macerata) |

|                                                        |           |  |
| Buonaiuto 3’ Bandinelli 9’ Di Carmine 33’, 60’ Han 65’ | Marcatori |  |

| Arbitro: | Aureliano (Bologna) |

|                        |           |                         |
| A. Montalto 36’ (rig.) | Marcatori | 90+2’ (rig.) Di Carmine |

| Arbitro: | Marini (Roma 1) |

|             |           |  |
| Falco 90+2’ | Marcatori |  |

| Arbitro: | Rapuano (Rimini) |

|             |           |                 |
| Bocalon 74’ | Marcatori | 90+2’ Buonaiuto |

| Arbitro: | Di Paolo (Avezzano) |

|                |           |                          |
| Di Carmine 33’ | Marcatori | 21’, 71’ Galano 41’ Nenê |

| Arbitro: | Nasca (Bari) |

|             |           |           |
| Maniero 46’ | Marcatori | 79’ Cerri |

| Arbitro: | Marinelli (Tivoli) |

|                     |           |                                                |
| Di Carmine 19’, 58’ | Marcatori | 9’, 36’ Donnarumma 22’ Caputo 56’ (aut.) Volta |

#### Girone di ritorno
| Arbitro: | Illuzzi (Molfetta) |

|                     |           |  |
| Kouan 50’ Cerri 57’ | Marcatori |  |

| Arbitro: | Pezzuto (Lecce) |

|  |           |                          |
|  | Marcatori | 26’ Kouan 89’ Di Carmine |

| Arbitro: | Marini (Roma) |

|           |           |                                        |
| Cerri 43’ | Marcatori | 20’ Kouamé 56’ Schenetti 83’ Strizzolo |

| Arbitro: | Serra (Torino) |

|                     |           |           |
| Ceravolo 84’ (rig.) | Marcatori | 60’ Cerri |

| Arbitro: | Chiffi (Padova) |

|                  |           |  |
| Di Carmine 90+1’ | Marcatori |  |

| Arbitro: | Ghersini (Genova) |

|            |           |                                          |
| Soddimo 9’ | Marcatori | 14’ Cerri 74’ Mustacchio 90+4’ Buonaiuto |

| Arbitro: | Sacchi (Macerata) |

|                          |           |  |
| Cerri 14’ Di Carmine 52’ | Marcatori |  |

| Arbitro: | Abbattista (Molfetta) |

|  |           |                       |
|  | Marcatori | 84’, 90+4’ Di Carmine |

| Arbitro: | Pillitteri (Palermo) |

|                        |           |  |
| Cerri 59’ Diamanti 73’ | Marcatori |  |

| Arbitro: | Nasca (Bari) |

|                           |           |  |
| Cerri 36’, 41’ Bianco 89’ | Marcatori |  |

| Arbitro: | Aureliano (Bologna) |

|               |           |               |
| Schiavone 59’ | Marcatori | 71’ Buonaiuto |

| Arbitro: | Pinzani (Empoli) |

|           |           |  |
| Cerri 70’ | Marcatori |  |

| Arbitro: | Piccinini (Forlì) |

|                      |           |  |
| L. Castaldo 26’, 57’ | Marcatori |  |

| Arbitro: | Martinelli (Roma) |

|               |           |            |
| Buonaiuto 85’ | Marcatori | 57’ Modolo |

| Arbitro: | Di Martino (Teramo) |

|            |           |                              |
| Concas 87’ | Marcatori | 15’ Di Carmine 59’ Gustafson |

| Arbitro: | La Penna (Roma) |

|                     |           |                                    |
| Di Carmine 28’, 35’ | Marcatori | 43’ Tremolada 51’, 81’ A. Montalto |

| Arbitro: | Pezzuto (Lecce) |

|                      |           |                |
| Addae 33’ D'Urso 66’ | Marcatori | 17’, 65’ Cerri |

| Arbitro: | Piscopo (Imperia) |

|                |           |            |
| Di Carmine 50’ | Marcatori | 20’ Rosina |

| Arbitro: | Sacchi (Macerata) |

|                                            |           |              |
| Gyömbér 38’ Andrada 74’ Floro Flores 90+1’ | Marcatori | 86’ Diamanti |

| Arbitro: | Ros (Pordenone) |

|           |           |             |
| Volta 22’ | Marcatori | 65’ Moscati |

| Arbitro: | Martinelli (Roma) |

|                            |           |               |
| Pasqual 43’ Donnarumma 63’ | Marcatori | 2’ Di Carmine |

### Play-off
| Arbitro: | Abbattista (Molfetta) |

|                                  |           |  |
| Stulac 30’ Modolo 74’ Pinato 83’ | Marcatori |  |

### Coppa Italia

#### Turni eliminatori

##### Secondo Turno
| Arbitro: | Marini (Roma) |

|                          |           |             |
| Brighi 51’ Buonaiuto 65’ | Marcatori | 68’ Cazzola |

###### Terzo Turno
| Arbitro: | Nasca (Bari) |

|  |           |                                    |
|  | Marcatori | 43’, 70’, 73’ Cerri 88’ Emmanuello |

###### Quarto Turno
| Arbitro: | Nasca (Bari) |

|                                                                                             |           |                                            |
| Danilo 17’ Maxi López 34’ (rig.), 49’, 63’ (rig.), 71’ Lasagna 40’ Ingelsson 82’ Jankto 86’ | Marcatori | 45’ (rig.) Cerri 55’ Bianco 61’ Mustacchio |

## Statistiche

### Statistiche di squadra
- Statistiche aggiornate al 2 Dicembre 2017.

| Competizione | Punti                 | In casa | In casa | In casa | In casa | In casa | In casa | In trasferta | In trasferta | In trasferta | In trasferta | In trasferta | In trasferta | Totale | Totale | Totale | Totale | Totale | Totale | D.R. |
| Competizione | Punti                 | G       | V       | N       | P       | Gf      | Gs      | G            | V            | N            | P            | Gf           | Gs           | G      | V      | N      | P      | Gf     | Gs     | D.R. |
| ------------ | --------------------- | ------- | ------- | ------- | ------- | ------- | ------- | ------------ | ------------ | ------------ | ------------ | ------------ | ------------ | ------ | ------ | ------ | ------ | ------ | ------ | ---- |
| Serie B      | 60                    | 21      | 11      | 4       | 6       | 36      | 27      | 21           | 5            | 8            | 8            | 31           | 31           | 42     | 16     | 12     | 14     | 67     | 58     | + 9  |
| Play-off     | Turno preliminare     | -       | -       | -       | -       | -       | -       | 1            | 0            | 0            | 1            | 0            | 3            | 1      | 0      | 0      | 1      | 0      | 3      | - 3  |
| Coppa Italia | 3º turno eliminatorio | 1       | 1       | 0       | 0       | 2       | 1       | 2            | 1            | 0            | 1            | 7            | 8            | 3      | 2      | 0      | 1      | 9      | 9      | 0    |
| Totale       | 60                    | 22      | 12      | 4       | 6       | 38      | 28      | 24           | 6            | 8            | 10           | 38           | 42           | 46     | 18     | 12     | 16     | 76     | 70     | + 6  |

### Andamento in campionato
| Giornata  | 1 | 2 | 3 | 4 | 5 | 6 | 7 | 8 | 9 | 10 | 11 | 12 | 13 | 14 | 15 | 16 | 17 | 18 | 19 | 20 | 21 | 22 | 23 | 24 | 25 | 26 | 27 | 28 | 29 | 30 | 31 | 32 | 33 | 34 | 35 | 36 | 37 | 38 | 39 | 40 | 41 | 42 |
| --------- | - | - | - | - | - | - | - | - | - | -- | -- | -- | -- | -- | -- | -- | -- | -- | -- | -- | -- | -- | -- | -- | -- | -- | -- | -- | -- | -- | -- | -- | -- | -- | -- | -- | -- | -- | -- | -- | -- | -- |
| Luogo     | C | T | C | T | C | T | C | T | C | C  | T  | C  | T  | C  | T  | C  | T  | C  | T  | C  | T  | T  | C  | T  | C  | T  | C  | T  | T  | C  | T  | C  | T  | C  | T  | C  | T  | C  | T  | C  | T  | C  |
| Risultato | V | V | N | V | P | V | P | P | P | P  | P  | N  | N  | P  | V  | N  | V  | N  | P  | N  | P  | V  | V  | P  | N  | V  | V  | V  | V  | V  | V  | N  | V  | P  | N  | V  | P  | N  | N  | P  | N  | P  |
| Posizione | 1 | 1 | 1 | 1 | 1 | 1 | 2 | 2 | 3 | 5  | 6  | 8  | 8  | 9  | 10 | 10 | 10 | 10 | 10 | 10 | 9  | 9  | 8  | 8  | 8  | 8  | 8  | 8  | 8  | 6  | 6  | 6  | 6  | 5  | 5  | 5  | 5  | 6  | 8  | 8  | 8  | 8  |

Legenda:

Luogo: C = Casa; T = Trasferta. Risultato: V = Vittoria; N = Pareggio; P = Sconfitta.